# 동선동 (서울)
동선동(東仙洞)은 서울특별시 성북구에 속한 행정동 및 법정동이다.

## 유래
미아로변 양쪽에 위치한 동선동은 1949년 돈암동에서 행정동이 분리될 때, ‘동소문’과 ‘삼선동’에서 각각 한 글자씩 따서 동명을 제정하였다.

## 역사
- 조선시대 한성부
- 1894년 한성부 동서 숭신방 동문외계 돈암리
- 1936년 4월 1일 경성부 확장 때 경성부에 편입되어 돈암정(敦岩町)
- 1943년 구제 실시로 동대문구 돈암정
- 1946년 10월 1일 돈암정이 돈암동으로 개칭
- 1949년 8월 13일 동대문구 일부를 분리하여 성북구가 신설되면서 성북구에 편입되었고, 돈암동 일부를 행정동인 동선동으로 분동[2]
- 1963년 1월 1일 돈암동 일부를 분리하여 법정동인 동선동 1·2·3·4·5가를 설치[3]

## 교육
- 서울정덕초등학교

## 교통
- 서울 지하철 4호선 성신여대입구역

## 같이 보기
- 대한민국의 행정 구역